# Rudolph Springer
Rudolph Springer (* 29. Januar 1927 in Dresden; † 19. Januar 1973) war ein deutscher Gewerkschafter  (FDGB) und Politiker (SED). Er war Vorsitzender des Zentralvorstandes der IG Post- und Fernmeldewesen sowie Vorsitzender des FDGB-Bezirksvorstandes Dresden.

## Leben
Springer, Sohn eines Drehers, erlernte von 1941 bis 1944 den Beruf des Fernmeldebauhandwerkers. 1944/45 leistete er Kriegsdienst bei der Wehrmacht und war 1945/46 in sowjetischer Kriegsgefangenschaft. Von 1946 bis 1948 arbeitete er wieder als Fernmeldehandwerker.
1945 trat Springer der SPD und dem FDGB bei, 1946 der SED. Von 1948 bis 1950 war er zunächst Instrukteur des FDGB-Kreisvorstandes Dresden, dann hauptamtlicher BGL-Vorsitzender im Fernmeldebauamt Dresden.
Von 1950 bis 1955 übte er verschiedene Funktionen in der IG Post- und Fernmeldewesen aus: von 1950 bis 1952 war er Sekretär des Landesvorstandes der IG Post- und Fernmeldewesen Sachsen, 1952/53 Lehrer für Gesellschaftswissenschaften bei der Deutschen Post Dresden, von Juni 1953 bis April 1955 fungierte er als Vorsitzender des Bezirksvorstandes Dresden der IG Post- und Fernmeldewesen und war schließlich von Mai 1955 bis April 1958 Vorsitzender des Zentralvorstandes der IG Post- und Fernmeldewesen. Von 1955 bis 1959 war er zudem Mitglied des FDGB-Bundesvorstandes.
Zwischen 1957 und 1966 absolvierte Springer ein Fernstudium an der Parteihochschule Karl Marx mit Abschluss als Diplom-Gesellschaftswissenschaftler. Von Mai 1958 bis März 1962 fungierte er als stellvertretender Vorsitzender des FDGB-Bezirksvorstandes Dresden, von April 1962 bis August 1963 als Vorsitzender des Bezirksvorstandes Dresden der IG Energie-Post-Transport sowie von Juni 1963 bis Juni 1965 als Vorsitzender des FDGB-Kreisvorstandes Dresden.
Von Juni 1965 bis Dezember 1966 war er Sekretär des FDGB-Bezirksvorstandes Dresden. 1967/1968 wirkte er als amtierender Vorsitzender und ab 1968 als Vorsitzender des FDGB-Bezirksvorstandes Dresden und war erneut Mitglied des FDGB-Bundesvorstandes. Ab 1968 war er auch Mitglied der SED-Bezirksleitung Dresden und ab 1971 Abgeordneter des Bezirkstages Dresden.
Von 1971 bis zu seinem Tode war er Abgeordneter der Volkskammer der DDR, dort Mitglied der FDGB-Fraktion und des Ausschusses für Arbeit und Sozialpolitik.

## Auszeichnungen
- Vaterländischer Verdienstorden in Bronze
- Verdienstmedaille der DDR
- Fritz-Heckert-Medaille in Gold